# Sporting Clube de Portugal 2021-2022 (hockey su pista)
Questa voce raccoglie le informazioni riguardanti lo Sporting Clube de Portugal nelle competizioni ufficiali della stagione 2021-2022.

## Maglie e sponsor
Lo sponsor tecnico per la stagione 2021-2022 è Nike, mentre lo sponsor ufficiale è Micropack.
| 1ª divisa | 2ª divisa |

## Organico

### Giocatori
| N° | Naz.                  | Ruolo | Sportivo           |  |  |  |
| -- | --------------------- | ----- | ------------------ |  |  |  |
| 6  | Portogallo (bandiera) | E     | João Almeida       |  |  |  |
| 7  | Portogallo (bandiera) | E     | Filipe Martins     |  |  |  |
| 9  | Spagna (bandiera)     | E     | Ferrant Font       |  |  |  |
| 14 | Italia (bandiera)     | E     | Alessandro Verona  |  |  |  |
| 17 | Argentina (bandiera)  | E     | Matías Platero     |  |  |  |
| 44 | Portogallo (bandiera) | E     | João Souto         |  |  |  |
| 57 | Spagna (bandiera)     | E     | Toni Pérez         |  |  |  |
| 61 | Portogallo (bandiera) | P     | Ângelo Girão       |  |  |  |
| 91 | Portogallo (bandiera) | P     | José Diogo         |  |  |  |
| 88 | Portogallo (bandiera) | E     | Henrique Magalhães |  |  |  |
| 99 | Argentina (bandiera)  | E     | Gonzalo Romero     |  |  |  |

### Staff tecnico
- 1º Allenatore:  Paulo Freitas
- 2º Allenatore:  Ricardo Gomes